# جائزة بريطانيا الكبرى 1958
جائزة بريطانيا الكبرى 1958 هو سباق فورمولا 1 أقيم بتاريخ 19 يوليو 1958 في حلبة سلفرستون، سيلفرستون، إنجلترا. كان السابع من أصل 11 في بطولة العالم لسباقات الفورمولا واحد موسم 1958. حلّ البريطاني بيتر كولينز أولا بينما جاء البريطاني مايك هاوثورن في المركز الثاني وحصل على المركز الثالث البريطاني روي سالفادوري.